# Pro Patria et Libertate Unione degli Sports Bustesi 1921-1922
Questa pagina raccoglie le informazioni riguardanti la Pro Patria et Libertate nelle competizioni ufficiali della stagione 1921-1922.

## Stagione
In questa stagione la Pro Patria è rimasta fedele alla FIGC disputando il campionato di Prima Categoria lombarda classificandosi al terzo posto. 
Entrano a far parte dell'organico biancoblu il portiere Giuseppe Raimondi ed il difensore Pio Mara.
Dal 18 dicembre 1921 al 19 marzo 1922 la Pro Patria ha disputato il "Torneo di Consolazione" lombardo classificandosi ultima 5 punti.

## Rosa
| N. |                   | Ruolo | Calciatore         |
| -- | ----------------- | ----- | ------------------ |
|    | Italia (bandiera) | C     | Giuseppe Azzimonti |
|    | Italia (bandiera) | C     | Caccia             |
|    | Italia (bandiera) | A     | Valentino Crosta   |
|    | Italia (bandiera) | P     | Emilio Fasoli      |
|    | Italia (bandiera) | D     | Pio Mara           |
|    | Italia (bandiera) | A     | Quinto Miotti      |
|    | Italia (bandiera) | D     | Vittorio Porta     |

| N. |                   | Ruolo | Calciatore        |
| -- | ----------------- | ----- | ----------------- |
|    | Italia (bandiera) | P     | Giuseppe Raimondi |
|    | Italia (bandiera) | C     | Angelo Ronzoni    |
|    | Italia (bandiera) | D     | Stefanazzi        |
|    | Italia (bandiera) | C     | Tacchini          |
|    | Italia (bandiera) | A     | Taverna           |
|    | Italia (bandiera) | A     | Giovanni Tosi     |
|    | Italia (bandiera) | C     | Varischi          |

## Risultati

### Prima Categoria

#### Girone di andata
| Arbitro: | Tradico (Milano) |

|               |           |  |
| Azzimonti 65’ | Marcatori |  |

| Arbitro: | Pozzi (Monza) |

|                                             |           |            |
| Castelli 10’ Gilardoni 41’ 60’ Castelli 79’ | Marcatori | 70’ Miotti |

| Arbitro: | Muttoni (Treviglio) |

|                |           |           |
| Tosi 7’ (rig.) | Marcatori | 85’ Turri |

#### Girone di ritorno
| Arbitro: | Trezzi (Milano) |

|  |           |               |
|  | Marcatori | 1’ 26’ Miotti |

| Busto Arsizio 13 novembre 1921 5ª giornata | Pro Patria        | 0 – 0 | Esperia | Stadium di via Valle Olona\| Arbitro: \| Livraghi (Milano) \| |
| Arbitro:                                   | Livraghi (Milano) |       |         |                                                               |

| Arbitro: | Pozzi (Monza) |

|                        |           |  |
| Redaelli 20’ Turri 74’ | Marcatori |  |

## Statistiche

### Statistiche di squadra
| Competizione                        | Punti | In casa | In casa | In casa | In casa | In casa | In casa | In trasferta | In trasferta | In trasferta | In trasferta | In trasferta | In trasferta | Totale | Totale | Totale | Totale | Totale | Totale | M.I. |
| Competizione                        | Punti | G       | V       | N       | P       | Gf      | Gs      | G            | V            | N            | P            | Gf           | Gs           | G      | V      | N      | P      | Gf     | Gs     | M.I. |
| ----------------------------------- | ----- | ------- | ------- | ------- | ------- | ------- | ------- | ------------ | ------------ | ------------ | ------------ | ------------ | ------------ | ------ | ------ | ------ | ------ | ------ | ------ | ---- |
| Prima Categoria (girone D lombardo) | 6     | 3       | 1       | 2       | 0       | 2       | 1       | 3            | 1            | 0            | 2            | 3            | 6            | 6      | 2      | 2      | 2      | 5      | 7      | -2   |

### Statistiche dei giocatori
| Giocatore     | Prima Categoria | Prima Categoria |
| Giocatore     | Presenze        | Reti            |
| ------------- | --------------- | --------------- |
| G. Azzimonti  | 6               | 1               |
| ?. Caccia     | 5               | 0               |
| V. Crosta     | 5               | 0               |
| E. Fasoli     | 6               | -7              |
| P. Mara       | 6               | 0               |
| Q. Miotti     | 6               | 3               |
| V. Porta      | 6               | 0               |
| A. Ronzoni    | 1               | 0               |
| ?. Stefanazzi | 6               | 0               |
| ?. Tacchini   | 6               | 0               |
| ?. Taverna    | 1               | 0               |
| G. Tosi       | 6               | 1               |
| ?. Varischi   | 6               | 0               |